# Osservazione degli uccelli

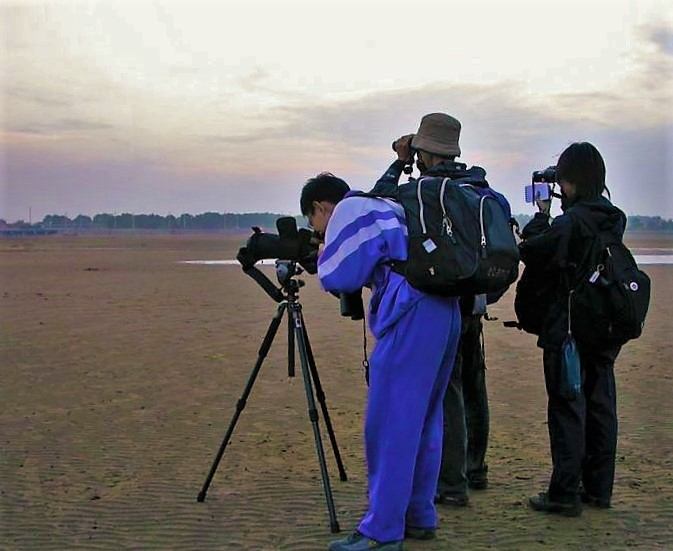
Osservatori ornitologici all'opera

L'osservazione degli uccelli (birdwatching, in inglese) o anche l'osservazione ornitologica (da ornitologia) è un passatempo dedicato allo studio degli uccelli in natura: osservazione, ascolto e riconoscimento dei canti e richiami.
Chi lo pratica è detto osservatore degli uccelli (birder o birdwatcher, in ing.) o anche osservatore ornitologico. Generalmente utilizza almeno un binocolo o un cannocchiale su treppiede.

## Quando osservare gli uccelli
Questa attività può essere svolta tutto l'anno e richiede un binocolo e una guida di riconoscimento. Le specie di uccelli osservabili in Italia sono oltre 500, ciascuna con piumaggi, canti e comportamenti differenti e tipici. L'osservazione degli uccelli racchiude molte conoscenze: distinguere il canto, il verso, riconoscere la sagoma dell'uccello in volo o da posato, avere nozioni sul suo comportamento e sulla sua biologia. Un fenomeno che permette di osservare le specie più insolite è la migrazione. Molti uccelli si spostano per riprodursi, per cercare cibo e per vincere condizioni climatiche proibitive. Grazie a questo è possibile osservare, oltre agli uccelli stanziali (che non migrano), i migratori, cioè le specie che si trovano in quell'area solo di passaggio.

## Habitat
L'osservazione degli uccelli può avvenire in luoghi completamente diversi. I tipi di ambiente in cui viene praticata sono in genere:
- zone umide - ricche di biodiversità, permettono generalmente osservazioni in particolare di ciconiformi, anseriformi, falconiformi, talvolta fenicotteriformi, gruiformi, podicepediformi, pelecaniformi e caradriformi; l'osservazione è fruttuosa in particolare durante i mesi invernali e i passi;
- litorali marini - si osservano soprattutto numerosi caradriformi e talvolta procellariformi, oltre a qualche rapace; durante i passi si possono osservare specie rare che si riposano dopo aver attraversato il mare (e spesso mezzo mondo) nel corso della migrazione;
- boschi e montagna - si osservano soprattutto passeriformi, piciformi, rapaci diurni e notturni (strigiformi);
- collina e campagna - oltre a passeriformi, è possibile vedere apodiformi, rapaci e coraciformi.

I birdwatcher amano di solito gli ambienti naturali, ma anche in città si possono osservare gli uccelli stanziali, migratori stagionali e di passo.

## Abbigliamento
L'abbigliamento dipende dal clima e dalla stagione. È consigliabile un vestiario comodo e non troppo appariscente rispetto all'ambiente circostante (quello mimetico è particolarmente idoneo). Può essere utile un "capanno", che diventa indispensabile per osservare specie sospettose, costituito da un semplice telo mimetico, che fa da mantello che copra la testa e lasci un'apertura per l'ottica, oppure usato per ricoprire una struttura fissa più sofisticata e più comoda per l'osservazione dall'interno, o ancora una ghillie suit (tuta mimetica) che può facilitare l'approccio alla fauna e ottenere scatti fotografici ed osservazioni il più ravvicinati possibile senza disturbare o spaventare gli uccelli.

## Attrezzatura
L'osservazione avviene generalmente con l'ausilio di un binocolo a mano libera, talvolta di un cannocchiale montato su cavalletto, utili in differenti situazioni: il binocolo da più vicino e il cannocchiale da più lontano. Infatti, il valore degli ingrandimenti può variare tra 6x e 60x. Un binocolo può avere tra 6x e 20x con luminosità diurna (da 6x15 a 20x50) e raramente crepuscolare (da 6x42 a 20x80), utilizzando vari accorgimenti per la stabilizzazione oltre 10-12 ingrandimenti. I cannocchiali vanno da 20x a 60x, in genere con oculare zoom, e con luminosità adeguata almeno per le osservazioni diurne 20x-60x50 e fino a 80–90 mm, in base al peso.
È bene munirsi di una guida di riconoscimento. Esistono quelle di ampio raggio e perciò con schede stringate o di dimensione piuttosto scomoda; per alcune aree esistono guide che si riferiscono solo alla fauna locale con cartine ed informazioni più dettagliate.
Si può tenere traccia degli avvistamenti su un taccuino o su apposite liste di controllo con le specie precompilate, da spuntare quelle avvistate, indicando il numero e altre informazioni.
In alcuni appositi capanni potrebbe essere presente una sorta di diario per poter tenere memoria degli avvistamenti e delle varie specie presenti durante l'arco dell'anno.

### Fotografia
La fotocamera con un teleobiettivo è utile per la ripresa di immagini ornitologiche interessanti.
Sono numerosi gli osservatori ornitologici che uniscono all'osservazione anche la passione per la fotografia utilizzando obiettivi molto potenti e luminosi. Sono consigliati i corpi macchina per ottiche stabilizzate e con autofocus (non obbligatorio), di lunghezza focale tra 6 e 24 volte la diagonale del fotogramma ripreso. È indispensabile, invece, un treppiede con testa gimbal.
Alcuni cannocchiali o telescopi, possono essere montati come teleobiettivi della macchina fotografica. La tecnica che consente di ottenere foto ad ingrandimenti molto elevati, abbinando una fotocamera ad un oculare, è detta digiscopia.

## Terminologia delbirdwatching
- Big Day: un evento della durata di un giorno in cui un birdwatcher o una squadra di birdwatching cerca di vedere quante più specie possibile.
- Big Year: un evento della durata di un anno in cui un birdwatcher cerca di vedere quante più specie di uccelli possibili all'interno di un'area definita (Stato, regione, provincia, ecc.). In Italia il record è di 365 specie in un anno.
- Jizz: l'impressione generale data dalla forma, dal movimento, dal comportamento, dal volo, ecc. di una specie piuttosto che da una caratteristica in particolare. I birdwatchers esperti possono spesso identificare le specie, anche con avvistamenti fugaci o lontani, grazie al jizz.
- Lifer: il primo avvistamento in assoluto di una nuova specie fatto da un osservatore. La nuova specie entrerà nella life list di quel birdwatcher.
- Lista (o list): elenco di tutte le specie viste da un particolare osservatore. Può riguardare diversi archi temporali o zone specifiche, ad esempio la lista delle specie viste in tutta la vita (life list), la lista della propria zona di residenza, la lista del proprio patch, la lista di un determinato anno, ecc.
- Patch (spesso local patch): un'area vicino a quella di residenza, ben conosciuta, visitata regolarmente da un birdwatcher.
- Pishing: un rumore sibilante, riproducibile dalla ripetizione del suono "ssh", usato dai birdwatcher per suscitare comportamenti di mobbing; deriva dall'imitazione dei richiami di allarme delle cince.
- Twitching: l'atto di viaggiare, anche a lunga distanza, per andare a vedere un uccello raro.